# Jair Bala
Jair Félix da Silva, mais conhecido como Jair Bala (Cachoeiro de Itapemirim, 10 de maio de 1943 — Belo Horizonte, 27 de dezembro de 2022), foi um futebolista brasileiro, que atuou como meia e ponta-esquerda.

## Carreira
O começo de carreira foi no Estrela do Norte, time de Cachoeiro do Itapemirim, onde começou ainda menino. O responsável foi "Seu" Zezinho, que até hoje é homenageado pelo clube. A mãe, D. Maria da Conceição, queria que Jair trabalhasse na Ferrovia Leopoldina como o pai e o avô. Mas ele nunca quis nada com o pesado, disse certa vez em entrevista. Do pai Zózimo Félix da Silva, conhecido como "Seu" Batata e craque do time amador da ferrovia, acabou herdando a habilidade com a bola. Jair foi levado para o Clube de Regatas Flamengo pelas mãos do treinador Manuel Fleitas Solich após um amistoso da equipe do interior capixaba com o rubro-negro carioca, ainda no início dos anos 1960. Lá atuou como juvenil mas convivia com craques como Dida e Gérson. O 10 da Gávea, que mais tarde passaria a camisa para Zico, era amigo e confidente.
O apelido de "Bala" vem dessa época. Segundo o próprio Jair, certa vez ele foi ao escritório das categorias de base atrás de um "bicho", gíria no futebol para dinheiro. Chegando lá, encontrou o funcionário Willian, a quem fez o pedido. Por brincadeira, fingindo tentar fazer o menino mudar de ideia, Willian empunhou uma arma de fogo que estava na gaveta da mesa da sala, de propriedade do dirigente Jaime de Almeida. Não imaginava que estivesse carregada e chegou a apontá-la para Jair. Ao abaixar o armamento, houve um disparo acidental. A bala ricocheteou no chão e foi entrar na coxa esquerda do jovem ponta de lança, parando na virilha. Felizmente, não atingiu nenhuma parte vital. Os médicos acharam por bem não retirar o projetil, que Jair carregou até o fim da vida dentro do corpo, em local ignorado. Foi então que virou o Jair "da Bala" e, posteriormente, Jair Bala.
Em 1963, ele se transferiu para o Botafogo de Futebol e Regatas de Garrincha e Nilton Santos, onde assinou o primeiro contrato como profissional, ganhando cerca de Cr$ 4 mil de ordenado. A elegância e o fino-trato com a bola lhe valeram as primeiras crônicas do jornalista Nelson Rodrigues na coluna "À sombra das chuteiras imortais" naquele mesmo ano. Em um de seus textos, Nelson deu tom poético à bala que Jair carrega no corpo e no apelido: "(...)se Jair fosse simplesmente Jair, estaria apodrecendo na obscuridade. À toda hora, em toda parte, nós esbarramos, nós tropeçamos num Jair qualquer.(...) Contra o Madureira, o nosso Jair se disparou realmente como um tiro. Desde o primeiro minuto, foi uma arma apontada para o peito do inimigo. E todos percebemos, em General Severiano, que nunca um Jair fora tão bala. É a autenticidade dos apelidos, que nunca existe nos nomes (...)" . Jair também foi personagem em vários textos de Roberto Drummond, Fernando Brant e outros cronistas importantes.
A vida de desportista foi de cigano, mas sempre como destaque pelas equipes por onde passou. Jair Bala atuou pelo Comercial Futebol Clube de Ribeirão Preto/SP - onde é lembrado até os dias atuais como um dos maiores ídolos da história do clube -, teve rápidas passagens pela Associação Atlética Ponte Preta de Campinas/SP e Cruzeiro Esporte Clube de Tostão e Dirceu Lopes. Fez parte da Sociedade Esportiva Palmeiras nos tempos da Academia de Ademir da Guia, do Santos Futebol Clube da Era-Pelé, do Esporte Clube XV de Novembro de Piracicaba/SP e finalmente no América-MG, onde alcançou a melhor fase de sua carreira, tendo sido o artilheiro do Campeonato Mineiro em 1964 (o último da Era-Estádio Independência) e em 1971 (quando o "Coelho" teve seu primeiro título na Era-Mineirão). Jogou também pelo Esporte Clube Bahia e encerrou a carreira como jogador no Paysandu Sport Club nos anos 1970.
No América, Jair Bala foi campeão mineiro em 1971, num plantel que é até hoje considerado o melhor formado pelo "Coelho", ao lado de Pedro Omar, Juca Show, Misael, Cândido, Zé Carlos Generoso entre outros. Na década de 1990, ele foi eleito o maior jogador americano em todos os tempos por uma enquete do jornal Estado de Minas. O contorno de seus pés está gravado em cimento no hall da fama do estádio Mineirão, em Belo Horizonte.
Outro grande momento na carreira de Jair foi atuando pelo Santos. Ele substituiu o "rei" Pelé após o milésimo gol na partida contra o Clube de Regatas Vasco da Gama no estádio do Maracanã em 19 de novembro de 1969. No jogo anterior, contra o Bahia, marcou o único gol santista no empate em 1 x 1, que poderia ter antecedido a festa. Na época, Pelé declarou que Jair era seu companheiro ideal para o ataque. Apesar do apoio, ele acabava entrando em campo (quando entrava) só depois de o jogo começar.  Jair Bala também fez carreira como treinador. Esteve à frente de diversas equipes do futebol mineiro (a estreia foi no Sete de Setembro Futebol Clube) e foi Campeão Brasileiro da Segunda Divisão (conhecida na época como Taça de Prata) dirigindo o Londrina Esporte Clube em 1980.

## Vida pessoal
Jair Bala era casado com Sônia Albano, com quem teve três filhos. Um deles, Jair Albano Félix, é ex-árbitro de futebol  e, desde dezembro de 2011, era o diretor de futebol do América/MG. Jair e Dona Sônia tiveram ainda Sabrina e Sandrelle, e têm a sobrinha Veruska como filha-de-criação.
Jair Bala foi fundador e atuou na Associação dos ex-jogadores do América/MG, a primeira do país a representar atletas que pararam de jogar. Trabalhou como funcionário público na Prefeitura de BH e fazia participações eventuais no programa Alterosa Esporte, da TV Alterosa, emissora afiliada do SBT em Minas Gerais. Era um dos representantes do América (cobrindo a ausência do titular Otávio Di Toledo) na Bancada Democrática do programa.
Ficou marcado pelo jeito "boleiro", autor de frases engraçadas. Entre elas: "O amor é lorota: o que vale é la nota.".
Nos últimos anos, teve várias internações em decorrência de infecção nos pulmões. Morreu em 27 de dezembro em Belo Horizonte. Ele enfrentava problemas de saúde e sofreu um AVC nas últimas semanas de vida.

## Títulos

### Como jogador
Palmeiras
- Campeonato Brasileiro: 1967

América Mineiro
- Campeonato Mineiro: 1971

### Como treinador
Londrina
- Campeonato Brasileiro - Série B: 1980

### Artilharias
- Campeonato Mineiro: 1964 e 1971